# John Lewis Thomas Jr.
John Lewis Thomas Jr. (ur. 20 maja 1835 w Baltimore, zm. 15 października 1893 tamże) – amerykański prawnik i polityk. W latach 1865–1867 był przedstawicielem drugiego okręgu wyborczego w stanie Maryland w Izbie Reprezentantów Stanów Zjednoczonych.